# Metropolie Pittsburgh
Metropolie Pittsburgh je jedna z metropolií americké archiepiskopie Konstantinopolského patriarchátu.

## Historie a území
V 60. letech 20. století bylo území součástí Šestého arcibiskupského okruhu.
Roku 1979 vznikla pittsburská eparchie.
Dne 20. prosince 2002 byla eparchie povýšena na metropolii.
Zahrnuje západní a východní část státu Ohio, Západní Virginii, západní, centrální a severní část Pensylvánie.

## Seznam biskupů a metropolitů

### Šestý arcibiskupský okruh
- 1955–1960 Polyefktos (Finfinis)
- 1960–1967 Theodosios (Sideris)
- 1967–1977 Gerasimos (Papadopoulos)
- 1977–1979 Anthimos (Drakonakis)

### Eparchie pittsburská
- 1979–2002 Maximos (Agiorgousis)

### Metropolie Pittsburgh
- 2002–2011 Maximos (Agiorgousis)
- od 2011 Savvas (Zempillas)